# Convento de Aldea del Palo
El convento de Aldea del Palo es un cenobio en ruinas del municipio español de San Miguel de la Ribera, en la provincia de Zamora.

## Historia
Ubicado en el sur de la localidad zamorana de San Miguel de la Ribera, hoy día se encuentra en ruina avanzada. Habría sido fundado a mediados del siglo XVI por Pedro de Alcántara y figura en la novela El hereje, de Miguel Delibes. Aparece descrito en el primer volumen del Diccionario geográfico-estadístico-histórico de España y sus posesiones de Ultramar de Pascual Madoz de la siguiente manera:

ALDEA DEL PALO: conv. en la prov. de Zamora, sit. en un cerro á 200 varas de S. Miguel de la Ribera; desde él se descubren Argujillo y el Maderal; unido al conv., hay una hermosa huerta de seis fan. de terrazgo; tiene tres estanques de abundantes aguas, con las que se regaba la huerta; en el centro de ella hay una fuente muy abundante, de figura ovalada y tres varas de altura. Su terreno es un pedazo de soto negrillo, otro de frutales, y el resto era destinado á hortaliza; tiene algunos cipreses, y lo que llama la atencion por su altura y corpulencia son tres pinos antiquísimos. La capilla pobre y de mediano gusto, hoy pertenece á D. Eulogio Garcia Paton, vec. de la c. de Zamora. La pobl. limítrofe (S. Miguel de la Ribera), ha tomado el nombre de este conv., de tal modo, que en vano preguntará el viajero por él, pues será una casualidad encontrar con quien le entienda; al paso que todo el pais le dará razon si pregunta por la ald., y es de notar que los vec. preguntados de donde son, contestan de la Aldea, y no de S. Miguel de la Ribera: hasta en las comunicaciones oficiales tienen el membrete la Aldea, y alguna vez del Palo.
(Madoz, 1845, p. 492)